# Renato Lauro
Renato Lauro (Palermo, 9 gennaio 1940) è un medico e patologo italiano, Rettore dell'Università degli Studi di Roma Tor Vergata dal 2008 al 2013.

## Biografia
Dopo essersi laureato nel 1964 in medicina e chirurgia presso l'Università degli Studi di Palermo ed essersi abilitato alla professione medica nel 1965, si specializza presso l'Università degli Studi di Torino in Endocrinologia nel 1966, in Cardiologia nel 1969 ed in Medicina interna nel 1972. Negli anni 1966-68 vince una borsa di studio presso l'Università dello Utah, negli Stati Uniti d'America.
Assistente di ruolo di Patologia medica all'Università di Torino nel 1968 e docente incaricato di Farmacologia nello stesso ateneo negli anni 1970-73, nel 1972 viene abilitato alla libera docenza.
Nel 1976 diviene assistente della II Clinica medica dell'Università degli Studi di Roma, dove negli anni 1973-79 gli viene affidato l'incarico di insegnare Malattie delle ghiandole endocrine alla Scuola di specializzazione in Medicina interna. Negli anni 1977-1980 è docente incaricato di Endocrinologia presso l'Università degli Studi di Ancona.
Vincitore del concorso per professore ordinario nel 1979, insegna come professore straordinario di Endocrinologia e Medicina costituzionale prima all'Università Cattolica del Sacro Cuore (1980-83) e poi presso la neonata Università degli Studi di Roma Tor Vergata. In quest'ultimo Ateneo è professore incaricato di Patologia Speciale Medica e Metodologia clinica dal 1986 al 1991, e quindi professore ordinario di Medicina interna dal 1991 al 2013. Nel frattempo sempre presso l'Università di Roma Tor Vergata dirige la Scuola di specializzazione in Endocrinologia e Malattie del metabolismo (dal 1984 al 1996) e quella in Geriatria (dal 1997 al 2013).
Dal 1997 al 2005 è presidente del Collegio dei professori di Medicina interna. Tra il 1990 ed il 1995 è membro di numerose commissioni presso il Ministero della sanità e presso il Ministero dell'università e della ricerca scientifica e tecnologica, e consulente del Ministero del lavoro e della previdenza sociale.
È stato preside della facoltà di Medicina e Chirurgia dell'Università degli Studi di Roma Tor Vergata dal 1996 al 2008, anno in cui è diventato Magnifico rettore dello stesso Ateneo. Si è dimesso da questa carica poco prima della scadenza naturale del mandato, nell'estate 2013; il suo successore è stato il collega Giuseppe Novelli.
Nel 2010 è stato sfiorato dalla polemica mediatica sulla cosiddetta "cricca" per gli appalti della Protezione Civile per i suoi rapporti con Angelo Balducci, allora presidente generale del Consiglio Superiore dei Lavori Pubblici.